# Nycticebus borneanus
Nycticebus borneanus is een zoogdier uit de familie van de loriachtigen (Lorisidae). De wetenschappelijke naam van de soort werd voor het eerst geldig gepubliceerd door Marcus Ward Lyon Jr. in 1906.

## Taxonomie
Tot 2013 werd de soort als een synoniem van de grote plompe lori (Nycticebus coucang) gerekend, maar uit een morfologische studie bleek het een aparte soort te zijn.

## Voorkomen
De soort komt voor in het zuidwesten van Borneo.